# La (tapis)
 (mars 2023).
Si vous disposez d'ouvrages ou d'articles de référence ou si vous connaissez des sites web de qualité traitant du thème abordé ici, merci de compléter l'article en donnant les références utiles à sa vérifiabilité et en les liant à la section « Notes et références ».
La est un mot farsi qui signifie « couche » ; il désigne particulièrement le nombre de couches de fils utilisées dans un tapis Naïn, permettant d’en déterminer le degré de qualité.

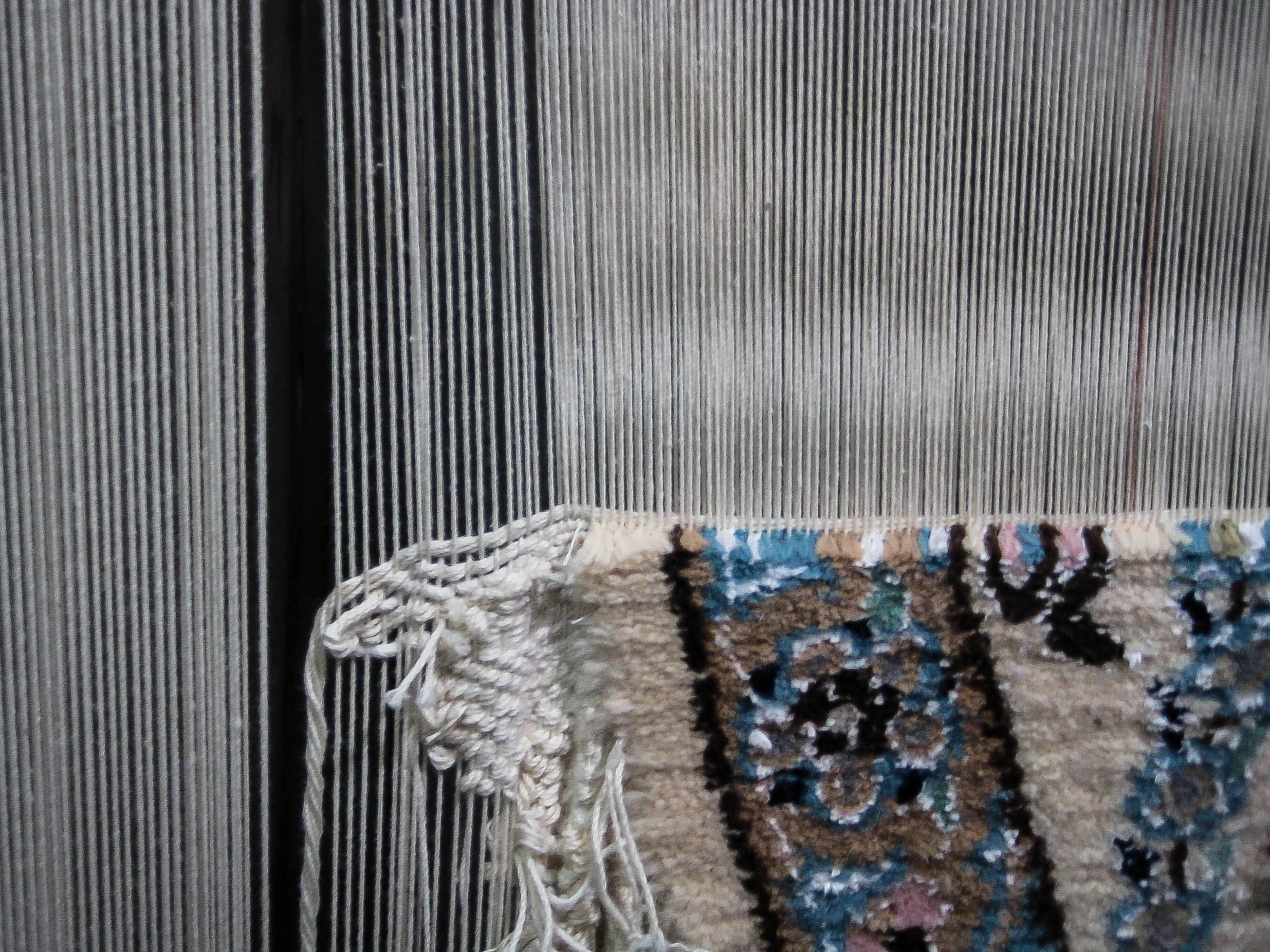
Un tapis Naïn en cours de tissage.

Les tapis Naïn sont souvent accompagnés d’une dénomination complémentaire : 4La, 6La, ou 9La. Elle renvoie au nombre de couches de fils utilisées dans chaque fil de trame pour le tissage. Plus ce chiffre est petit, plus le tapis est fin et a une densité de nouage élevée.
Plus la valeur « La » est basse, plus les tapis sont fins et chers  :
- 4La = qualité de luxe ;
- 6La = qualité extra fine ;
- 9La = bonne qualité.